# 가톨릭신문
가톨릭신문(가톨릭新聞, 영어 Catholic Times)은 천주교 대구대교구에서 직영하는 대한민국 천주교 신문이다. 1927년 4월 1일 창간되었으며 대한민국 천주교 신문 중에서 가장 오랜 역사를 자랑하고 있다.

## 역사
- 1927년 4월 1일 : 「조선남방 천주공교 청년회」의 기관지로 천주교회보(天主敎會報) 창간

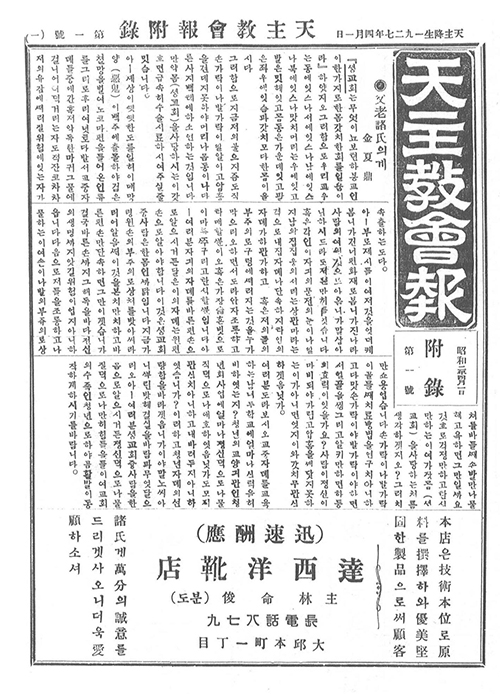
천주교회보 1927년 4월 1일자 <창간호>

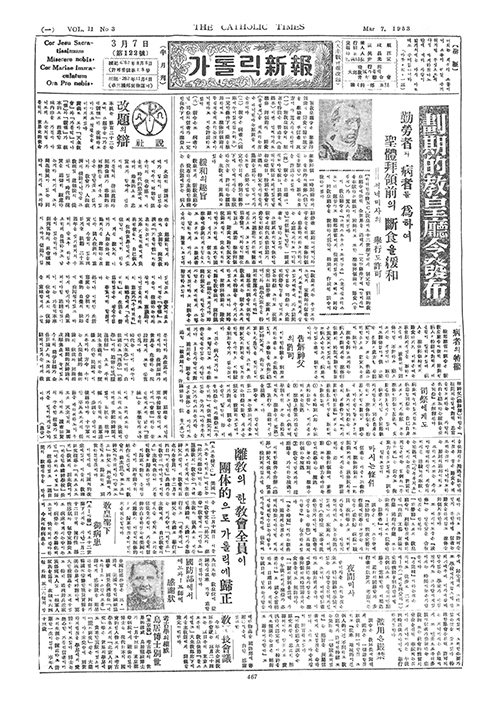
가톨릭신보 1953년 3월 7일자

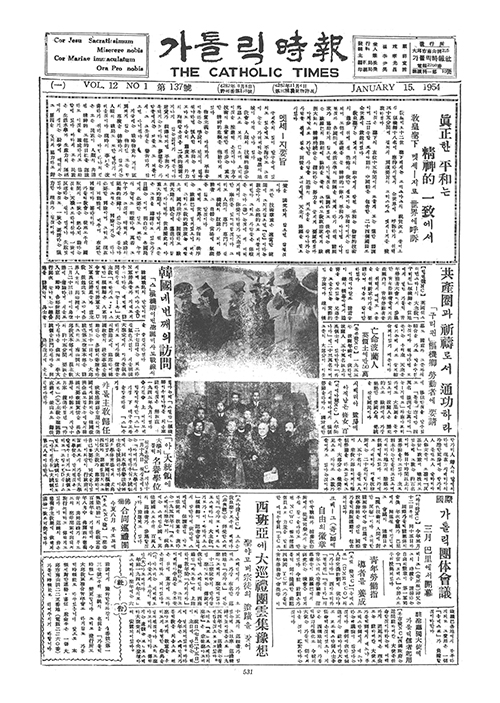
가톨릭시보 1954년 1월 15일자

가톨릭신문 1980년 4월 6일자

가톨릭신문 2021년 1월 1일자

- 1931년 7월 7일 : 교구장 드망즈(安 플로리아노) 주교, '천주교회보'를 대구교구 기관지로 인준
- 1931년 8월 1일 : 천주교회보사 발족
- 1933년 4월 2일 : 모든 출판물을 서울에서 발간키로 한 전국주교회의 결의에 따라 자진 휴간
- 1949년 4월 1일 : 대구교구 청년회,'천주교회보' 복간. 社是 '의견교환'을 '조국성화'로 변경
- 1949년 8월 8일 : 정기간행물 발행 허가(許可番 158호) 받음
- 1951년 5월 1일 : 운영권 대구교구에서 인수
- 1953년 3월 7일 : 제호 '가톨릭신보'로 변경
- 1954년 1월 15일 : 제호 '가톨릭시보'로 변경
- 1959년 10월 11일 : 타블로이드판에서 현재의 신문판으로 판형 확대
- 1960년 1월 3일 : 격주간에서 주간으로 발행
- 1961년 12월 3일 : 매일신문사로 사옥 이전(대구시 남일동 138번지)
- 1964년 6월 1일 : 김수환 신부(추기경) 제12대 사장신부 부임
- 1972년 3월 19일 : 제808호 4면에 게재한 신춘수상 ‘경칩’(김지하 作) 필화사건 발생
- 1980년 4월 1일 : 제호 '가톨릭신문'으로 변경
- 1981년 6월 1일 : 대구교구 설정 70주년 기념 사료 전시회 개최
- 1984년 1월 1일 : 최초 칼라面 발행
- 1984년 9월 1일 : 미주지사 개설(미국 뉴욕), 미주판 창간(9월 23일)
- 1987년 4월 1일 : 창간60주년 기념 '가톨릭신문사사' 및 '드망즈 주교 일기' 발간
- 1988년 9월 15일 : '가톨릭신자의 종교의식과 신앙생활' 사회조사 보고서 발간
- 1993년 3월 1일 :「주식회사 가톨릭신문사」로 법인 명의 변경 등록
- 1997년 4월 1일 : 창간70주년 기념 신자 의식조사 보고서「가톨릭신자의종교의식과 신앙생활」발간
- 1997년 6월 20일 : 양한모 기념 한국가톨릭학술상 제정
- 1997년 12월 17일 : 제1회 한국가톨릭학술상 시상
- 1998년 3월 26일 : 가톨릭문학상 제정(한국상업은행 후원)
- 1998년 4월 5일 : 제호 변경(순한글) 및 전면 가로쓰기 단행 영문표기 변경(The Catholic Shinmun → The Catholic Times)
- 1998년 5월 15일 : 디지털 가톨릭신문「Catholic Times」창간 인터넷 홈페이지 개설(http://www.catholictimes.org)
- 1998년 12월 19일 : 제1회 한국가톨릭문학상 및 한국가톨릭아동문학상 시상
- 2002년 4월 10일 ~ 4월 22일 : 창간 75주년 역사전(교회와 함께, 민족과 함께)
- 2005년 9월 1일 : '가톨릭신문사투어' 설립
- 2005년 11월 10일 : 서울 왕십리사옥 축복식
- 2006년 4월 2일 : 본지 제호ㆍ심벌 새 도안 및 80주년 엠블럼 제작
- 2006년 5월 25일 : 제9회 한국가톨릭문학상 시상
- 2006년 10월 12일 : 제10회 한국가톨릭학술상 시상
- 2007년 3월 28일 : 수원지사 재 개소(수원 1대리구청 내)
- 2007년 4월 1일 : 창간 80주년(80주년 기념 특별호 80면 발행). 창간 80주년 기념 ‘신자종교의식과 신앙생활’ 설문조사 보고서 발간
- 2007년 4월 29일 : 창간80주년 기념 '희망나눔자선음악회'(대구월드컵경기장)
- 2007년 6월 7일 : 제10회 한국가톨릭문학상 시상식
- 2007년 9월 5일 : 베네딕토 16세 교황님께 '가톨릭신문 창간80주년 기념호' 봉정
- 2007년 9월 19일 : 가톨릭신문-군종교구 '군 복음화를 위한 협약서' 조인식
- 2007년 10월 11일 : 수원교구와 ‘가톨릭신문 수원교구판’ 약정 조인
- 2007년 10월 28일 : 가톨릭신문 '수원교구' 창간호 발행
- 2007년 11월 22일 : 제11회 한국가톨릭학술상 시상
- 2008년 3월 5일 : 가톨릭신문-세정그룹 '사랑의 집 고쳐주기 협약서' 조인식
- 2008년 3월 7일 : 가톨릭신문-여러분병원 '무료진료사업 협약서' 조인식
- 2008년 3월 15일 : 가톨릭신문-반석종합건설 '사랑의 집 고쳐주기 협약서' 조인식
- 2008년 5월 15일 : 제11회 한국가톨릭문학상 시상식
- 2008년 9월 19일 : 가톨릭신문-분당서울안과·메트로치과 무료진료 협약식
- 2008년 11월 14일 : 제12회 한국가톨릭학술상 시상식
- 2009년 4월 29일 : 가톨릭신문-(주)명진종합건설 '사랑의 집 고쳐주기 협약서' 조인식
- 2009년 5월 21일 : 제12회 한국가톨릭문학상 시상식
- 2009년 12월 2일 : 제13회 한국가톨릭학술상 시상식
- 2010년 5월 20일 : 제13회 한국가톨릭문학상 시상식
- 2010년 7월 24일 : 가톨릭신문-(주)산타크루즈 '가톨릭 정통 크루즈 성지순례 협약서' 조인식
- 2010년 11월 24일 : 제14회 한국가톨릭학술상 시상식
- 2011년 5월 27일 : 제14회 한국가톨릭문학상 시상식
- 2011년 11월 15일 : 제15회 한국가톨릭학술상 시상식
- 2012년 5월 10일 : 제15회 한국가톨릭문학상 시상식
- 2012년 11월 27일 : 제16회 한국가톨릭학술상 시상식
- 2013년 5월 9일 : 제16회 한국가톨릭문학상 시상식
- 2013년 11월 17일 : 제17회 한국가톨릭학술상 시상식
- 2014년 5월 16일 : 제17회 한국가톨릭문학상 시상식
- 2014년 11월 6일 : 제18회 한국가톨릭학술상 시상식
- 2015년 5월 16일 : 제18회 한국가톨릭문학상 시상식
- 2015년 11월 5일 : 제19회 한국가톨릭학술상 시상식
- 2015년 11월 20일 : 신더셔(信德社)와 MOU 체결
- 2015년 12월 11일 : 편집자문위원회 발족
- 2016년 3월 18일 : 아시아가톨릭뉴스(UCAN)와 MOU 체결
- 2016년 4월 1일 : 가톨릭e신문 창간 및 비전선포식
- 2016년 5월 12일 : 제19회 한국가톨릭문학상 시상식
- 2016년 6월 25일 : 제1회 한·중 국제심포지엄
- 2016년 7월 27일 : 창간90주년 기념 ‘신자신앙생활 및 의식조사’실시(한국가톨릭사목연구소공동진행)
- 2016년 9월 9일 : 서울지사 사옥 이전 (군자동)
- 2016년 11월 10일 : 제20회 한국가톨릭학술상 시상식
- 2017년 2월 16일 : 서울 군자동 사옥 축복식
- 2017년 3월 16일 : 창간90주년 사사 편찬위원회 발족
- 2017년 3월 25일 : 창간90주년 기념 심포지엄
- 2017년 4월 1일 : 서울지사 본사 승격
- 2017년 4월 20일 : 창간90주년 기념 창작 뮤지컬 ‘사도 베드로’ 첫 공연(범어대성당). 5개교구 (대구,대전,서울,부산,광주) 순회공연*
- 2017년 5월 10일 : 제20회 한국가톨릭문학상 시상식
- 2017년 11월 9일 : 제21회 한국가톨릭학술상 시상식
- 2018년 1월 11일 : 홍콩교구 성신연구소와 MOU 체결
- 2018년 5월 10일 : 제21회 한국가톨릭문학상 시상식
- 2018년 10월 18일 : 가톨릭동북아평화연구소와 MOU 체결
- 2018년 11월 7일 : 제22회 한국가톨릭학술상 시상식
- 2018년 12월 10일 : 통합의료진흥원 전인병원과 MOU 체결
- 2018년 12월 19일 : 동아시아복음화연구원과 MOU 체결
- 2018년 12월 26일 : 가톨릭신문 역사전시관 축복식
- 2019년 1월 23일 : 국채보상운동기념사업회와 MOU 체결
- 2019년 3월 4일 : 서울 중곡동 사옥 경당 축복식
- 2019년 3월 7일 : 서울 중곡동 사옥 축복식
- 2019년 3월 20일 : 제2회 한·중 국제심포지엄
- 2019년 5월 9일 : 제22회 한국가톨릭문학상 시상식
- 2019년 10월 18일 : 안중근 의사 하얼빈의거 110주년 기념 학술회의
- 2019년 11월 14일 : 제23회 한국가톨릭학술상 시상식
- 2020년 5월 14일 : 제23회 한국가톨릭문학상 시상식
- 2020년 7월 1일 : 올리베따노 성 베네딕도 수도회와 '수도원 스테이' MOU 체결
- 2020년 11월 5일 : 제24회 한국가톨릭학술상 시상식
- 2021년 5월 13일 : 제24회 한국가톨릭문학상 시상식

## 제호 변천
- 천주교회보 (1927-1953)
- 가톨릭신보 (1953)
- 가톨릭시보 (1954-1980)
- 가톨릭신문 (1980-현재)

## 사시(社是)
소식보도(消息報道), 보조일치(步調一致), 조국성화(祖國聖化)

## 김수환 추기경
- 1964년 6월~1966년 5월, 가톨릭신문사(가톨릭시보사) 제12대 사장 재임
- 번역 : 당시 한창 진행 중이던 제2차 바티칸 공의회 소식을 신속하고 심층적으로 번역, 보도
- “가톨릭신문사에서 일했던 시간은 평생 사제생활 중 가장 투철한 사명감과 기쁨으로 투신한 시기였습니다. 재직 시절 여러 가지 어려운 여건 속에서도 열정을 다해 일했었습니다. 정말 하루 24시간 중 밥먹는 시간이 너무 아까워 비타민 같은 것으로 대신할 수 없을까 고민할 정도였습니다.”- 가톨릭신문 창간 70주년 축사에서 -

## 역대 사주
- 초대 사주 : 안세화(플로리앙 드망즈) 주교 (1927.4.1~1938.2.9)
- 제2대 사주 : 최덕홍(요한) 주교 (1949.4.8~1954.12.14)
- 제3대 사주 : 서정길(요한) 대주교 (1955.9.15~1986.7.4)
- 제4대 사주 : 이문희(바울로) 대주교 (1986.7.5~2007.4.29)
- 제5대 사주 : 최영수(요한) 대주교 (2007.4.30~2009.8.17)
- 제6대 사주 : 조환길(타대오) 대주교 (2009.8.18~현재)

## 역대 사장
- 초대 사장 : 장약슬(요셉) 신부 (1927.4.1~1931.4.30)
- 제2대 사장 : 백학로(르네) 신부 (1931.5.1~1932.7.6)
- 제3대 사장 : 권유량(바오로) 신부 (1932.7.7~1933.4.1)
- 제4대 사장 : 최정복(요셉) (1949.4.1~1951.4.30)
- 제5대 사장 : 최민순(요한) 신부 (1951.5.6~1956.5.31)
- 제6대 사장 : 임화길(안드레아) 신부 (1956.6.1-1959.6.19)
- 제7대 사장 : 서기호(루디) 신부 (1959.6.20-1961.7.31)
- 제8대 사장 : 장병보(베드로) 신부 (1961.8.1-1962.1.31)
- 제9대 사장 : 신상조(스테파노) 신부 (1962.2.1-1962.4.30)
- 제10대 사장 : 김영호(엘키올) 신부 (1962.5.1-1962.6.30)
- 제11대 사장 : 신현옥(치릴로) 신부 (1962.7.1-1964.5.31)
- 제12대 사장 : 김수환(스테파노) 추기경 (1964.6.1-1966.4.30)
- 제13대 사장 : 박도식(도미니코) 신부 (1966.5.1-1967.2.6)
- 제14대 사장 : 김영호(엘키올 신부) (1967.2.7-1978.5.27)
- 제15대 사장 : 전달출(토마스 아퀴나스) 신부 (1978.6.5-1992.3.15)
- 제16대 사장 : 최현철(파비아노) 신부 (1993.3.1-1995.7.3)
- 제17대 사장 : 최영수(요한) 대주교 (1995.7.4-1997.2.27)
- 제18대 사장 : 최홍길(레오) 신부 (1997.2.28-1999.12.2)
- 제19대 사장 : 이용길(요한) 세례자 신부 (1999.12.3-2005.8.25)
- 제20대 사장 : 이창영(바오로) 신부 (2005.8.26-2009.9.3)
- 제21대 사장 : 이성도(안드레아) 신부 (2009.9.4-2011.8.25)
- 제22대 사장 : 황용식(타대오) 신부 (2011.8.26-2014.8.28)
- 제23대 사장 : 이기수(비오) 신부 (2014.8.29-2020.1.17)
- 제24대 사장 : 김문상(디오니시오) 신부 (2020.1.18-현재)

## 역대 주간
- 초대 주간 : 박도식(도미니코) 신부 (1967.2.7~1967.4.30)
- 제2대 주간 : 박병원(필립보) 신부 (1967.5.1~1969.8.4)
- 제3대 주간 : 김경환 (토마스) 몬시뇰(1969.8.5-1974.2.27)(
- 제4대 주간 : 정재완(니콜라오) 신부(1974.2.28-1977.7.4)
- 제5대 주간 : 전달출(토마스 아퀴나스) 신부(1977.7.5-1978.6.4)
- 제6대 주간 : 이창배(안드레아) 신부(1987.9.25-1992.3.15)
- 제7대 주간 : 최현철(파비아노) 신부(1992.3.16-1993.2.28)
- 편집위원 : 김성일(모세) 신부(2002.9.6-2003.8.29)
- 제8대 주간 : 이창영(바오로) 신부(2005.3.15-2005.8.25)
- 제9대 주간 : 이상재(가스톨) 신부(2008.9.5-2010.2.4)
- 제10대 주간 : 김충귀(베드로) 신부(2010.9.4-2010.10.19)
- 제11대 주간 : 이기수(비오) 신부(2011.8.26-2014.8.28)
- 부주간 : 김문상(디오니시오) 신부(2012.8.24-2013.8.29)
- 제12대 주간 : 윤지종(미카엘) 신부 (2015.1.30-2016.8.15)
- 제13대 주간 : 이영탁(스테파노) 신부 (2016.8.16-2019.8.22)
- 제14대 주간 : 김경훈(프란치스코) 신부 (2020.8.1-현재)

## 역대 편집국장
- 편집위원 : 최정복(요셉), 윤창두(요셉), 이효상(아길노), 서정섭(스테파노), 최재복(요한) (1927.4.1~1930.0.4)
- 편집부장 : 김구정 (1930.1.5~1930.7.27)
- 편집부장 : 이효상 (1930.7.28-1931.7.31)
- 편집대표 : 최정복, 이효상, 김주석 (1931.8.1-1932.10.1)
- 편집대표 : 최정복 (1932.10.2-1933.4.1)
- 편집국장 : 윤광선 (1949.4.1-1960.9.3)
- 편집국장 : 강달수 (1960.9.4-1964.6.22)
- 편집부장 : 유재홍 (1964.6.23-1969.9.11)
- 편집부장 서리 : 박석돈 (1972.3.15-1974.3.10)
- 편집국장 : 유재두 (1974.3.11-1984.8.31)
- 편집국장 : 박석돈 (1984.9.1-1986 2 28)
- 편집국장 : 박태봉 (1986.3.1-1992.11.30)
- 편집국장 : 고국상 (1992.12 1-1995.2.28)
- 편집국장 : 박태봉 (1995.3.1-1997.4.6)
- 편집국장 : 이윤자 (1997.4.7-1999.4.14)
- 편집주간 : 박태봉 (1999.4.15-2000.2.28)
- 편집국장 직무대리 : 최홍국 (2000.3.1-2000.7.31)
- 편집국장 : 최홍국 (2000.8.1-2002.7.31)
- 편집국장 직무대리 : 김춘곤 (2002.8.1-2006.8.20)
- 편집국장 : 김춘곤 (2006.8.21-2007.7.31)
- 편집국장 : 전대섭 (2007.8.1-2010.9.7)
- 편집국장 직무대리 : 마승열 (2010.9.8-2013.5.14)
- 편집국장 직무대리 : 박영호 (2013.5.15-2014.10.20)
- 편집부국장 : 장병일 (2014.10.21-2016.11.1)
- 편집국장 : 장병일 (2016.11 2-2022.12.)
- 편집국장 : 박영호(2023.1.1-현재)

## 가톨릭신문 역사전시관
- 90여년의 가톨릭신문의 발자취를 돌아보고 다가오는 100주년을 준비하고 앞으로 나아갈 미래를 조명하기 위한 취지에서 2019년 12월 개관
- 면적 : 144㎡
- 용도 : 역사전시관, 직원 휴게공간, 미사 공간 등 다목적
- 전시항목 : 다양한 역사 조형물, 신문, 카메라, 렌즈, 납활자, 워드프로세서, 카세트레코더, 보도증, 액자, 역대 사주·사장·주간 사진, 본사 발행도서

## 사업
- 해외성지순례(가톨릭신문투어)
- 사랑 나눌수록 커집니다
- 무료 진료 (종료)
- 사랑의 집 고쳐주기 (종료)